# Biokybernetika
Biokybernetika (z řeckých βίο, život a κυβερνητική, kormidelník), též biologická kybernetika, je aplikací kybernetiky v přírodních vědách, např. ve fyziologii, ve farmakologii nebo v neurovědách. Biokybernetika hraje klíčovou roli v systémové biologii, která se snaží zahrnout různé úrovně informací o biologickém objektu do modelu umožňujícího pochopit funkci objektu.
Biokybernetika jako abstraktní věda je součástí teoretické biologie.

## Příklad aplikace

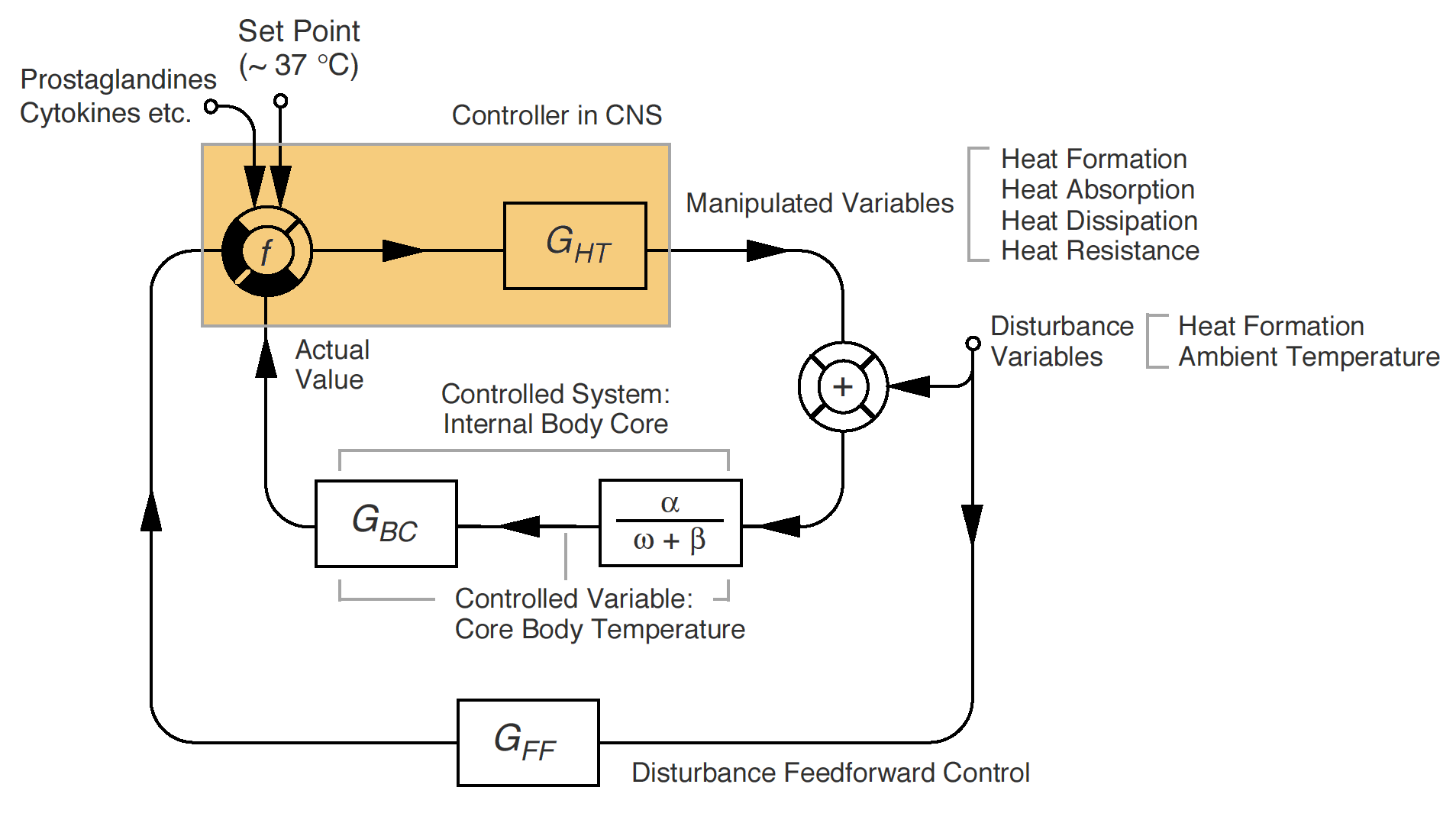
Model termoregulace u savců

### Termoregulace u savců
Jako příklad kybernetického přístupu ke studiu biologických systémů lze uvést zjednodušené schéma regulace tělesné teploty u savců. Regulační centrum se nachází v hypothalamu (oranžový obdélník). Vstup představuje (vlevo nahoře) především referenční hodnota (anglicky set point), která může být měněna prostřednictvím signálních molekul (např. prostaglandinů a cytokinů). Referenční hodnota je porovnávána (prvek {\displaystyle f}) jednak s aktuální hodnotou (anglicky actual value) tělesné teploty (což je regulovaná veličina – anglicky controlled variable) organizmu (z prvku {\displaystyle G_{BC}} odpovídající senzorům) a jednak s hodnotou vyjadřující odhad vývoje (z prvku {\displaystyle G_{FF}} – viz dopředná regulace). Takto vzniklá regulační odchylka je pak regulátorem (prvek {\displaystyle G_{HT}}, anglicky controller) transformována na signál pro změnu produkce tepla (akční veličina, anglicky manipulated value) do vlastního akčního členu (na obrázku je označen {\displaystyle {\frac {\alpha }{\omega +\beta }}}). Do regulačního obvodu zasahují poruchy (anglicky disturbance variables), což jsou fyziologické i patologické děje ovlivňující teplotu organizmu.
Velkou výhodou takovéhoto modelu je poměrně snadný matematický zápis a tím i snadný převod do počítače. Na počítači je pak možné testovat shodu modelu se skutečností a provádět další experimenty.